# 冨永祥子
冨永祥子（とみなが ひろこ、1967年 - ）は、日本の建築家。福島加津也と事務所を共同主宰、数々の建築作品を手掛ける。福岡県生まれ。工学院大学教授。研究テーマは、建築意匠・建築史（主として住宅建築）とインテリアデザイン。公益財団法人建築技術教育普及センター建築士試験指定科目確認審査委員会委員、秋田県横手市増田町旧松浦千代松家･利活用検討委員会委員、八王子市歴史遺産活用検討会八王子市歴史遺産活用検討委員、日本建築学会日本建築学会作品選奨委員会（作品選奨2018選考）委員、八王子市まちなみ整備部まちなみ景観課八王子市景観アドバイザー、公益財団法人建築技術教育普及センターインテリアプランナー試験委員（設計製図部会）等を歴任。
1990年、東京藝術大学美術学部建築科卒業。
1992年、東京藝術大学大学院美術研究科修士課程修了。
1992年から2002年、香山壽夫建築研究所に勤務。
2001年から2003年、椙山女学園大学生活科学部生活環境デザイン学科非常勤講師。
2002年から、福島加津也+冨永祥子建築設計事務所。
2003年から、工学院大学建築学部建築デザイン学科で教鞭を執る。
2005年から2006年、鳥取環境大学環境情報学部環境デザイン学科非常勤講師。
2006年から現在、日本大学大学院理工学研究科建築学専攻および理工学部建築学科非常勤講師
2007年から2011年、国士舘大学理工学部理工学科建築学系非常勤講師
2008年から2011年、前橋工科大学工学部建築学科非常勤講師
2008年から2011年、昭和女子大学生活科学部生活環境学科建築学コース非常勤講師
2009年から2011年、東京理科大学工学部第二部建築学科非常勤講師
2010年から2011年、芝浦工業大学デザイン工学部デザイン工学科非常勤講師

## 著書
- 建築士：公益社団法人日本建築士会連合会、2019, 2018
- 「木の国」日本の新しい空間と技術―公共建築を機でつくるためのガイドブック―：一般社団法人　公共建築協会、2018
- 東京の老舗を食べる：亜紀書房、2015
- 建築材料新テキスト：彰国社、2014